# 杨林乡 (韶山市)
杨林乡，是中华人民共和国湖南省湘潭市韶山市下辖的一个乡镇级行政单位。

## 行政区划
杨林乡下辖以下地区：
石屏村、纯和村、良和村、新溪村、瓦坪村、联邑村、林业村、杨林村、善扶村、磨石村、白鸽村、凤形村和云源村、团田村、舒塘村。